# Ulaka (Bloke, Slovenija)
Ulaka je naselje u slovenskoj Općini Bloki. Ulaka se nalazi u pokrajini Notranjskoj i statističkoj regiji Notranjsko-kraškoj. 

## Stanovništvo
Prema popisu stanovništva iz 2002. godine naselje je imalo 35 stanovnika.